# Zamarada cinereata
Zamarada cinereata là một loài bướm đêm trong họ Geometridae.